# Кирил Котев
Кирил Христов Котев е бивш български футболист, защитник. Роден е на 18 април 1982 г. в Пловдив. Висок е 186 см и тежи 83 кг.

## Състезателна кариера

### Клубни отбори
Юноша на Вихър (Горубляне). Играе за Феърплей (Варна), Видима-Раковски (Севлиево) и Вихър (Горубляне), където през 2000 г. е забелязан и привлечен от ЦСКА. В софийския гранд обаче той не изиграва нито един мач и скоро е трансфериран във Велбъжд (Кюстендил), който по това време е в А група.
Когато Велбъжд се слива с втородивизионния Локомотив (Пловдив), Котев е един от футболистите, които се преместват в Пловдив, за да играят за отбора, който заема мястото на кюстендилския клуб в елита, но носи името Локомотив. През сезона 2003/04 Локомотив (Пловдив) става шампион на България за първи път в клубната си история. Котев, въпреки че е само на 21 години, е твърд титуляр в този шампионски отбор и националната титла е най-големият успех в досегашната му кариера на клубно ниво. През декември 2005 г. отново е привлечен от ЦСКА. Носител на Суперкупата на България за 2008 г. с ЦСКА като във финалния мач отбелязва единственият гол в срещата. През 2017 г. се присъединява към спечелилия промоция от четвърта за трета лига - ЦСКА 1948.
През декември 2008 година бе пожелан от Нюрнберг, но високата му цена от порядъка на 1 600 000 евро провали преговорите.
- Шампион на България 2 пъти – 2004 (с Локо Пд), 2008 (с ЦСКА)

- Носител на Купата на България 1 път – 2006 (с ЦСКА)

- Печели Суперкупата на България 3 пъти – 2004 (с Локо Пд), 2006 (с ЦСКА), 2008 (с ЦСКА)

### Национален отбор
През пролетта на шампионския за Локомотив сезон, през април 2004, Кирил Котев получава първата си повиквателна за националния отбор на България и дебютира в контролния мач, спечелен с 3:0 срещу Камерун. След края на сезона е повикан от националния селекционер Пламен Марков и в състава от 23-ма футболисти за Евро'2004 в Португалия. България попада в група "C" на шампионата с Дания, Италия и Швеция, а Котев записва участие срещу Италия, като влиза в игра през второто полувреме. Статистика по сезони:
| Сезон     | Отбор               | Първенство      | Мачове | Голове |
| --------- | ------------------- | --------------- | ------ | ------ |
| 1999/2000 | Велбъжд (Кюстендил) | А група         | 1      | 0      |
| 2001/2002 | Видима-Раковски     | Б група         | 18     | 2      |
| 2002/2003 | Локомотив (Пловдив) | А група         | 9      | 1      |
| 2003/2004 | Локомотив (Пловдив) | А група         | 30     | 3      |
| 2004/2005 | Локомотив (Пловдив) | А група         | 27     | 2      |
| 2005/2006 | Локомотив (Пловдив) | А група         | 13     | 1      |
| 2005/2006 | ЦСКА (София)        | А група         | 7      | 0      |
| 2006/2007 | ЦСКА (София)        | А група         | 22     | 2      |
| 2007/2008 | ЦСКА (София)        | А група         | 18     | 0      |
| 2008/2009 | ЦСКА (София)        | А група         | 27     | 3      |
| 2009/2010 | ЦСКА (София)        | А група         | 9      | 1      |
| 2009/2010 | Локомотив (Пловдив) | А група         | 12     | 0      |
| 2010/2011 | Локомотив (Пловдив) | А група         | 4      | 0      |
| 2011      | Далиан Аербин       | Китайска Лига 1 | 23     | 1      |
| 2012/2013 | Локомотив (Пловдив) | А група         | 22     | 2      |
| 2013/2014 | Черно море          | А група         | 34     | 2      |